# Bjärken (Horns socken, Östergötland)
Bjärken är en sjö i Kinda kommun i Östergötland och ingår i Motala ströms huvudavrinningsområde.